# 約德冰川
75°7′S 114°24′W / 75.117°S 114.400°W
約德冰川（英語：Yoder Glacier）是南極洲的冰川，位於瑪麗伯德地的科勒嶺地區，全長4.8公里，是科勒冰川的支流，美國地質調查局根據測量和該國海軍的空中照片繪入地圖，現時由南極條約體系管理。